# 51e cérémonie des Golden Horse Film Festival and Awards
La 51e cérémonie des Golden Horse Film Festival and Awards s'est déroulée le 22 novembre 2014 au mémorial de Sun Yat-Sen à Taipei, Taïwan. Organisés par le Taipei Golden Horse Film Festival Executive Committee, ces prix récompensent les meilleurs films en langue chinoise de 2013 et 2014.

## Palmarès

### Meilleur film
- Blind Massage de Lou Ye
  - A Fool de Chen Jianbin
  - Black Coal de Diao Yi'nan
  - The Golden Era de Ann Hui
  - Kano de Umin Boya

### Meilleur réalisateur
- Ann Hui pour The Golden Era

### Meilleur acteur
- Chen Jianbin pour A Fool

### Meilleure actrice
- Chen Shiang-chyi pour Exit